# Tunel Ovčiarsko
Tunel Ovčiarsko je dálniční dvoutubusový tunel na Slovensku, dlouhý 2367 m.

## Historie
Výstavba tunelu začala ještě v roce 1996 ražením průzkumné štoly. Průzkumná štola tunelu byla proražena v dubnu 1998. Následně byla další výstavba tunelu odložena. Smlouva na výstavbu byla podepsána 9. prosince 2013, samotná výstavba se oficiálně začala 20. února 2014. Oficiální ražení tunelu odstartovalo slavnostní osazení sošky svaté Barbory dne 12. září 2014 u západního portálu. Tunel byl slavnostně proražen 29. dubna 2016 a v plném profilu měl být předán do užívání do konce roku 2019.
Realizátorem bylo sdružení Ovčiarsko ve složení Doprastav, Strabag, Váhostav-SK a Metrostav, stavební a raženou část tunelu, tj. primárně ostění i sekundární ostění, realizovala v subdodávce společnost URANPRES s.r.o. ve spolupráci se společností Skanska-CZ a.s. Komplexní stavební management zajistila společnost EKOFIN S.p.A., projektovým manažerem byl Ing. Peter Janega.
Tunel Ovčiarsko a část jižního obchvatu pod Žilinou, se nachází na dálnici D1 v úseku Hričovské Podhradie – Lietavská Lúčka v okrese Žilina.
Otevření tunelu a části obchvatu – Nový termín zprůjezdnění v prosinci 2019 nebyl dodržen, protože dálniční úsek, jehož je tento tunel součástí, nebylo možné napojit na stávající silniční síť pro chybějící přivaděč a výjezd Lietavská Lúčka směr na centrum Žiliny. Zprůjezd tunelu tak bylo možné otevřít až po dokončení přivaděče a výjezdu Lietavská Lúčka. Tunel byl v plném profilu po čtvrtstoletí od prvotního ražení, slavnostně předán do definitivního užívání motoristické veřejnosti 29. ledna 2021.

## Geologické poměry
Z morfologického hlediska je oblast výstavby ve Strážovských vrších. Tunel je situovaný v tektonickém styku Vnějších a Vnitřních Západních Karpat, v karpatském flyši v geologicky náročných poměrech.

## Popis

### Tunel
Tunel se skládá ze dvou samostatných tubusů s jednosměrným provozem. Tunel byl ražen novou rakouskou tunelovací metodou (NRTM). Jižní tubus (JT) je dlouhý 2 367 m, z toho je 64 m hloubeno, severní tubus (ST) je dlouhý 2 360 m, z toho 60 m hloubeno. Tunel byl ražen od západního portálu dovrchně ve sklonu 1,68 % v ST a 1,70 % v JT. Prorážka ST byla provedena 29. dubna 2016 a v JT byla provedena 12. července 2016. Vzdálenost mezi osami tubusů se pohybuje v rozmezí 43,5–45,4 m. Na primární ostění o tloušťce 0,20–0,30 m byl použít stříkaný beton vyztužený ocelovými sítěmi a příhradovými nosníky. Sekundární (definitivní) ostění o tloušťce 0,30 m bylo provedeno z prostého betonu ve střední části nebo železobetonu u portálových úseků v délce 600 m. Ostění bylo budováno v blocích o délce 12,5 m. Tubusy jsou propojeny třemi průjezdnými a pěti průchozími příčnými propojkami. V každém tubusu jsou tři bezpečnostní zálivy a osm SOS stanic (celkem šestnáct). Průjezdná výška je 4,80 m, šířka vozovky mezi obrubníky je osm metrů, chodníky po obou stranách jsou jeden metr široké.

### Průzkumná štola
Průzkumná štola o délce 2 386 m byla ražena vrtno-trhací metodou a byla proražena v dubnu 1998. Plocha příčného výrubu byla 16 m². Konečná úprava průzkumné štoly zabezpečovala odvod vody z primárního ostění do nádrží v portálových objektech.